# R2-D2
R2-D2 o Artoo-Detoo a l'original, és un robot astromecànic i l'amic de C-3PO de l'univers de La Guerra de les Galàxies.
Va pertànyer a la casa real de Naboo i va servir al Rei Veruna durant el seu regnat. R2-D2 sempre va estar allotjat en la Nau Reial de Naboo, de la mateixa manera que altres congèneres amb la simple funció de reparar qualsevol part de la nau i assistir com a navegants. R2-D2 pertanyia a un tipus de robots anomenats: Androides Astromecànics (Astre Droids) i eren molt coneguts i volguts al llarg de la galáxia.
R2-D2 és un dels personatges principals i apareix a nou de les deu pel·lícules d'imatge real estrenades, amb la única absència de Solo: A Star Wars Story. L'actor anglès Kenny Baker va interpretar R2-D2 a les tres pel·lícules originals de "Star Wars" i va ser acredit per la Trilogia de preqüeles de Star Wars on el paper de Baker es va reduir, ja que R2-D2 va ser representat principalment per models controlats remòtament i per models CGI. En la trilogia de la seqüela de Star Wars, Baker va ser acreditat com a consultor de Star Wars episodi VII: El despertar de la força; no obstant això, Jimmy Vee també va co-interpretar el personatge en algunes escenes. Vee va assumir més tard el paper a Star Wars: Els últims Jedi.
Els sons i efectes vocals de R2-D2 van ser creats per Ben Burtt. R2-D2 va ser dissenyat artísticament per Ralph McQuarrie, codesenvolupat per John Stears i construït per Tony Dyson.
R2-D2 va ser inclòs al "Hall of Fame" dels robots el 2003.

## Concepció i disseny

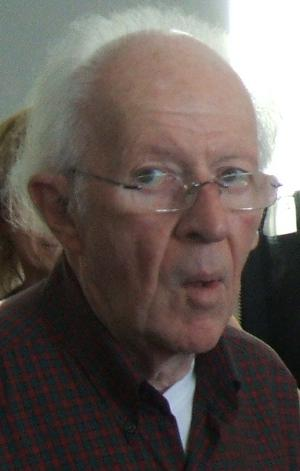
El dissenyador Ralph McQuarrie el febrer de 2008.

Ni C-3PO ni R2-D2 van aparèixer a la sinopsi original de catorze pàgines del 1973 de George Lucas de "The Star Wars", però l'any següent, quan Lucas va reunir el seu esborrany inicial de 132 pàgines, va introduir dos personatges de robots de construcció anomenats ARTWO DETWO (R2D2) i See Threepio (C3PO), que van treballar en una fortalesa espacial imperial. Lucas va descriure Threepio com a alt, prim, vell, maltractat i de proporcions humanes, i, juntament amb ARTWO, havia de ser com a robot de construcció en una fortalesa espacial imperial. Quan la Fortalesa és atacada per naus estelades Aquilaean, Threepio va ser el robot que va decidir abandonar el vaixell, mentre que ARTWO vacil·lava a abandonar el seu deure. Els dos després van aterrar a la mar duna d'Utapau, on es troben amb Starkiller.
Cap al 1975, George Lucas havia tornat a escriure el seu tractament i el va reeditar a The Adventures of the Starkiller, Episodi I: The Star Wars. La història ara començava amb els dos droides a bord d'un caçador espacial rebel i van seguir la seva evacuació, aterrant a Utapau i capturats per Jawas. Amb relativament pocs canvis, a la seva història o descripció de personatges, així va ser com van aparèixer els dos droides a la pel·lícula original de Star Wars.
La creació de George Lucas de R2-D2 va estar influenciada per la pel·lícula de 1958 Kakushi toride no san akunin d'Akira Kurosawa estrenada el 1962 als Estats Units, especialment Tahei i Matashichi, els dos personatges humirístics que serveixen d'acompanyament al general Makabe. Lucas i l'artista Ralph McQuarrie també es van inspirar en els robots Huey, Dewey i Louie de la pel·lícula de 1972 Naus silencioses de Douglas Trumbull.
El nom prové de quan Lucas estava realitzant una de les seves pel·lícules anteriors, American Graffiti. L'editor de so Walter Murch afirma que és responsable de l'enunciat que va provocar el nom del droide. Murch va demanar per Reel 2, Dialog Track 2, en la forma abreujada "R-2-D-2". Lucas, que es trobava a l'habitació i s'havia dormit mentre treballava en el guió de 'Star Wars', es va despertar momentàniament quan va escoltar la petició i, després de demanar aclariments, va afirmar que era un "gran nom" abans de tornar a escriure el seu guió.
R2-D2 representa la segona generació robotitzada Droid Series-2, segons una enciclopèdia de "Star Wars" publicada després del llançament de la pel·lícula Star Wars.
Tony Dyson, propietari de l'estudi d'efectes especials The White Horse Toy Company, va ser l'encarregat de fabricar el disseny fent funcionar quatre unitats amb control remot: dues unitats perquè l'actor Kenny Baker s'assegués amb un seient encaixat dins i dues unitats per ser utilitzades en una panoràmica a "L'Imperi Contrataca", on un monstre escupia el droide a terra seca, des del centre del pantà.

## Aparicions canòniques

### Trilogia original
Quan Darth Vader va atacar el Tantive IV, ambdós androides van aconseguir escapar, no sense que abans la princesa Leia Organa li col·loqués a l'interior els plànols de l'Estrella de la mort.
Després de sortir de Tantive IV en una càpsula d'escapament ambdós van caure al planeta Tatooine on van ser comprats per Luke Skywalker i el seu oncle Owen Lars. R2D2 se'n va sortir en la seva missió de dur-li els plànols a Obi-Wan Kenobi que vivia a una barraca prop de la granja de Luke i així va segellar el destí de la galàxia. Els oncles de Luke Skywalker van ser executats per les tropes d'assalt imperial (sandtroopers). L'Imperi Galàctic buscava als dos androides, que els havia dut fins a la granja de Luke.
Després d'això R2-D2 es va unir a l'Aliança Rebel i com navegant de l'X-wing de Luke, va col·laborar amb la destrucció de l'Estrella de la mort. Així va seguir en la Companyia de C-3PO, Han Solo, Leia Organa i Chewbacca lluitant per les causes rebels i en contra de l'Imperi Galàctic.
R2-D2 va acompanyar Luke a Dagobah, i més tard a Bespin, on va ajudar a rescatar i reparar un C-3PO molt danyat i va anul·lar els ordinadors de seguretat de la ciutat. També va aconseguir reactivar el la hipervelocitat Falcó Mil·lenari, resultant en una escapada d'últim moment de les forces imperials.
R2-D2 va estar present a Endor i va col·laborar amb els rebels a la presa del Generador d'Escut que protegia a la segona Estrella de la mort. Al final va celebrar amb tots els rebels la caiguda de l'Imperi Galàctic i la instauració d'una nova era.

### Trilogia preqüela
R2-D2 va salvar la vida a la reina Padmé Amidala quan escapaven d'un bloqueig de la Federació de Comerç i la va acompanyar durant tot la resta del seu viatge. Quan van retornar Naboo, R2D2 es va allotjar a l'espai de navegant del petit caça espacial que va usar Anakin Skywalker per endinsar-se a les profunditats de la nau principal de la Federació de Comerç i volar-la a trossos.
R2-D2 va acompanyar a Padmé i a Anakin al llarg de tot el seu viatge deu anys després fins a Naboo i Tatooine per escapar dels intents d'assassinat que va sofrir la Senadora. Va acabar al costat de C-3PO a Geonosis on li va salvar la vida a Padmé Amidala i estona després va reensamblar a C-3PO a l'arena d'execusió.
Se suposa que a "La venjança dels Sith", a l'R2-D2 li esborren la memòria o li canvien parts d'aquesta, i acabarà en possessió de la Família Reial d'Alderaan juntament amb C-3PO, com propietat del Capitan Antilles.

### Trilogia seqüela
A El despertar de la Força, es revela que R2-D2 es conserva a la base de la Resistència del planeta D'Qar, després d'haver-se posat en un mode de baix consum després de la desaparició de Luke. Posteriorment desperta i revela la ubicació de Luke combinant les dades del mapa emmagatzemades en la seva memòria amb la del droide BB-8. Viatja amb Rey i Chewbacca al planeta destacat al mapa, on troben a Luke en l'exili autoimposat.
R2-D2 té un paper breu en la pel·lícula Els últims Jedi, reunint-se amb Luke a bord del Falcó Mil·lenari i mostra el missatge de socors de Leia de la primera pel·lícula en un intent de convèncer Luke de formar Rey.

### Altres pel·lícules
Apareix a la pel·lícula d'animació Star Wars: The Clone Wars (2008). Acompanya Anakin i la seva Padawan Ahsoka Tano en una missió per rescatar Rotta, el fill de Jabba the Hutt
R2-D2 fa un cameo juntament amb C-3PO a Rogue One: A Star Wars Story (2016).

### Sèries de televisió
Apareix freqüentment a la sèrie Star Wars: Clone Wars, ajudant a lluitar contra els separatistes.
A Star Wars Rebels apareix als episodis "Droids in Distress" (2014) de la primera temporada i "Blood Sisters" (2015), de la segona.

### Llibres i còmics
Apareix a nombroses novel·les com Heir to the Jedi (2015), Ashoka (2016), l'antologia From a Certain Point of View (2017), Thrawn: Alliances (2018), Queen's Shadow (2019) i adaptacions de pel·lícules i capítols de les sèries.
Apareix regularment a nombrosos còmics de Marvel Comics com la sèrie regular Star Wars vol.2, i les sèries limitades Princess Leia i Star Wars Shattered Empire, així com l'especial Vader Down i els números següents de Darth Vader durant un crossover amb Star Wars.

## Aparicions aLlegendes
- R2-D2 i C-3PO van tenir la seva pròpia sèrie animada, Star Wars: Droids, establerta abans que arribessin a la possessió de Luke Skywalker. La sèrie va tenir continuïtat en còmics, arribant a explicar els fets narrats a "Una nova esperança" des del punt de vista dels robots.
- En les diverses novel·les i còmics de Star Wars, els droides ha tingut un paper petit però significatiu. A la novel·la The Swarm War, R2-D2 ajuda inadvertidament a Luke i Leia a fer-se càrrec del seu patrimoni quan un problema electrònic desenterra les imatges ocultes d'Anakin relacionades amb la seva por de perdre Padmé i de la mort de Padmé. A Star Wars vol.1 (Marvel) #58 va salvar tota la flota rebel.
- Va ser un dels personatges habituals a les sèries de Marvel i Marvel UK iniciades a partir de 1977, amb més de cent aparicions a les diferents publicacions.[11] Després que els drets passessin a Dark Horse Comics va continuar sent un personatge habitual de les sèries d'aquesta editorial.[12]
- Va aparèixer a l'especial de televisió Star Wars Holiday Special (1978).
- En el número 12 de "Star Wars: Legacy" (2006), publicat per Dark Horse, es revela que R2-D2 va sobreviure als 88 anys posteriors a la seva última aparició i que ha estat actualitzat a la tecnologia més avançada. En aquesta sèrie, serveix a un altre membre de la família Skywalker, el Jedi reticent Cade Skywalker.

## Cameos fora de la franquícia
R2-D2 fa aparicions de cameo en diverses altres pel·lícules, com ara "Star Trek" (2009) i "Star Trek Into Darkness", on se'l veia volant en runes, a "Encontres a la tercera fase" se'l veu a la part inferior de la nau extraterrestre, a "A la recerca de l'arca perduda" apareix a la paret de la sala que conté l'Arca, i a Transformers: Revenge of the Fallen el robot es veu volant entre escombraries i restes al cel, a Ready Player One, R2-D2 es veu com un model de joguina a l'apartament de Wade i Samantha, també apareix a la seqüela de "En Ralph, el destructor": "En Ralph destrueix internet".
En un primer guió de la pel·lícula La Lego pel·lícula (2014), R2-D2 era un dels personatges principals, però es va reescriure a causa que els directors no aconseguiren els drets sobre el personatge.

## Producció

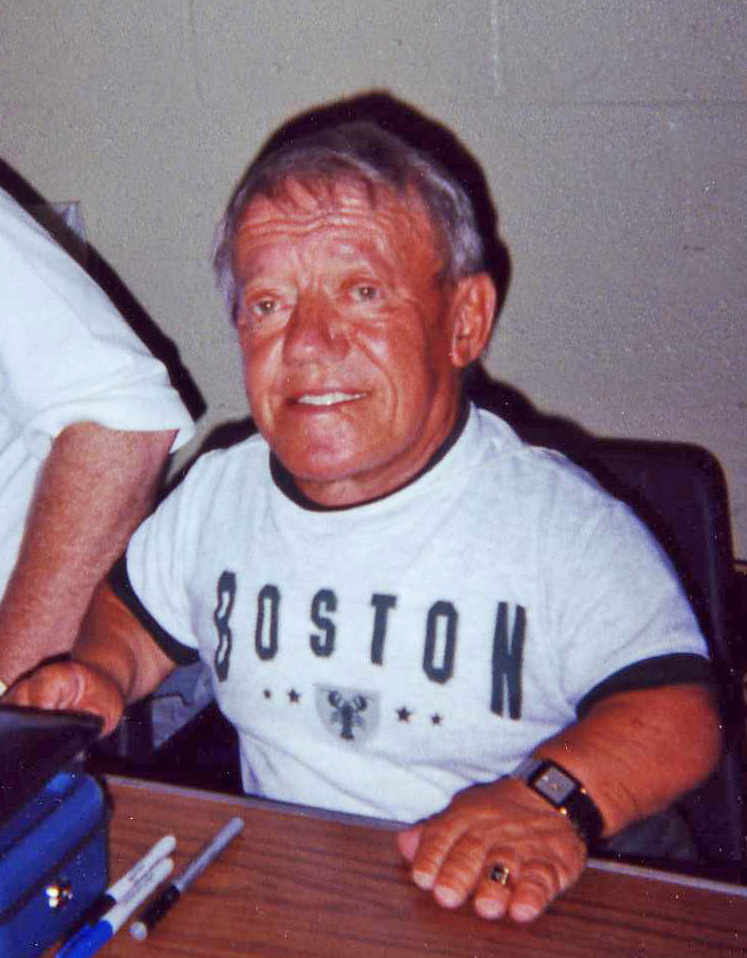
L'actor Kenny Baker al febrer de 2005.

A la pel·lícula "Star Wars", hi havia dos tipus de R2-D2: un controlat a distància i rodat en tres cames amb rodes, i un altre que va ser usat per l'actor anglès Kenny Baker que caminava per dues cames. Deep Roy (que també va doblar Yoda en diverses escenes), va fer de doble de Baker, tant en els episodis V com en el VI; proporcionant acrobàcies i substituint a Baker quan no estava disponible.
El control remot de R2 va ser operat per John Stears a "Star Wars" (posteriorment episodi IV), per Brian Johnson a "L'Imperi Contraataca" i per Kit West a "El retorn del Jedi".
Les unitats per control remot van ser àmpliament utilitzades a la trilogia de Preqüela, a causa dels avenços tecnològics, encara que Baker encara participava en algunes escenes. R2-D2 tenia tres operadors principals: Don Bies, Jolyon Bambridge i Grant Imahara.
Per a "El despertar de la Força", el productor Kathleen Kennedy va contractar a dos fans, Lee Towarsey i Oliver Steeples, per construir nous robots R2-D2 per a la pel·lícula, després de quedar impressionat pel seu treball en rèpliques que van ser portades a Star Wars Celebration Europe el 2013.

## Influència cultural

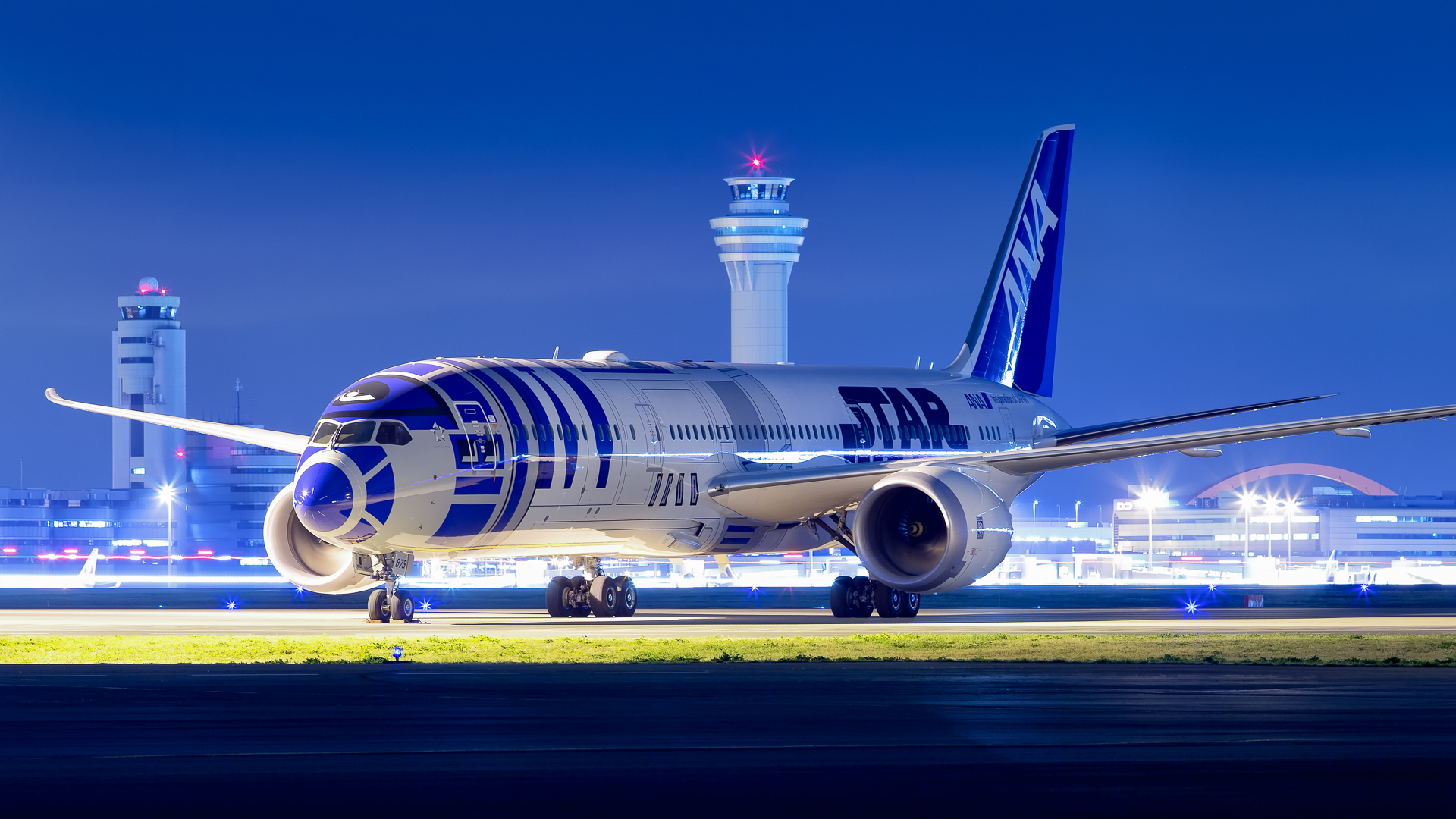
El Boeing 787-9 d'All Nippon Airways, anomenat de manera col·loquial com R2D2JET, a l'Aeroport Internacional de Tòquio.

R2-D2 va ser inclòs al Robot Hall of Fame el 2003.
Marc Rotenberg d'Electronic Privacy Information Center anomenava a un robot de seguretat destinat a escoles i centres comercials, el "bessó malvat" de R2-D2; William Santana Li, que va cofundar la companyia que va construir el robot, va dir que "volia que la gent pensés en el robot com una barreja entre Batman, Minority Report i R2-D2".
Ewan McGregor, qui interpretava a Obi-Wan Kenobi a la trilogia de precuela de Star Wars, va dir en una entrevista: "Quan R2-D2 arriba al set, tothom va una mica tonto". Va dir que "hi ha alguna cosa que et fa sentir un gran afecte cap a ell". En el comentari d'àudio de DVD per a "La venjança dels sith", George Lucas diu que R2-D2 és el seu personatge favorit i que és intencionat que R2-D2 salvi el dia almenys una vegada a cada pel·lícula.
R2-D2 i C-3PO tenien aparicions especials en una sèrie de segment de Barri Sèsam el 1978. Els dos droides es van presentar com a presentadors als Premis Oscar de 1977.
R2-D2 es parodiat en diversos episodis de Family Guy; L'escena final de "Blind Ambition", on Peter Griffin rep una medalla d'honor després que un cec Peter salvi la vida d'Horace paròdia el final de la pel·lícula original de 1977. En els episodis que parodian la trilogia de La guerra de les galàxies, Cleveland Brown fa el paper de R2-D2, mentre que Quagmire fa de C-3PO.
En la versió italiana de la trilogia original, R2-D2 va ser anomenat "C1-P8". Els anglicismes no eren comuns a Italià durant els anys setanta i vuitanta, i els noms de diversos personatges van ser canviats per ser més fàcils de pronunciar i de reconèixer per als parlants d'italià. Alguns d'aquests canvis van ser revertits en el doblatge de la precuela de Star Wars i seqüeles de Star Wars, on es va utilitzar el nom original R2-D2. Altres canvis de nom en la versió italiana de la trilogia original inclouen C-3PO, Han Solo, Darth Vader i la princesa Leia, anomenats respectivament "D- 3BO", "Ian Solo", "Lord Fener" (més tard "Dart Fener") i "Leila".
El Phalanx CIWS té el sobrenomen de R2-D2 a causa de la forma de la carcassa del radar.
El sistema de navegació de l'avió SR-71 ha estat 'afectuosament' anomenat R2-D2. El sistema tenia els propòsits de navegació com a R2-D2 i es va muntar darrere del pilot dirigit cap amunt.